# Óscar Dancourt Masías
Óscar Alfonso Bernardo Dancourt Masías (*Lima, Perú, 20 de agosto de 1950) es un economista, investigador, académico, catedrático y escritor peruano, fue presidente del Banco Central de Reserva del Perú durante el gobierno de Alejandro Toledo.

## Biografía
Estudió Ciencias Sociales en la Pontificia Universidad Católica del Perú; luego de ello obtuvo una maestría en Economía en la misma casa de estudios. Ha recibido el Doctorado en Economía el 2014.
Se graduó como bachiller en Ciencias Sociales con mención en Economía e hizo el Magíster en Economía en la Pontificia Universidad Católica del Perú (PUCP). Es profesor principal del Departamento de Economía de la PUCP donde ejerce la docencia a nivel de pregrado y postgrado e investigador del Departamento de Economía - PUCP y de CISEPA - PUCP.

### Vida Profesional
- Colaboró en el Semanario Marka, donde fue comentarista político a tiempo completo.
- Director de la revista "Amauta" (1978-1980) y de la revista "Actualidad Económica del Perú" (1992-2001).

- Analista del MEF y de diversas instituciones privadas.
- Director y Vicepresidente del Banco Central de Reserva del Perú durante el gobierno de Alejandro Toledo, posteriormente Presidente del Banco Central de Reserva del Perú (fines 2004 al 2006).